# Глазьев, Илья Дмитриевич
Илья Дмитриевич Глазьев — советский военный и государственный деятель, генерал-майор.

## Биография
Родился в 1905 году в селе Нелжа. Член КПСС.
В 1927—1941 — командир отделения стрелкового полка, курсант Орловской бронетанковой школы, командир взвода, начальник батальонного парка, командир учебного взвода 4-й механизированной бригады, участник гражданской войны в Испании, командир учебного батальона 9-й механизированной бригады, заместитель командира 5-го танкового полка 3-й танковой дивизии, командир 41-го танкового полка 21-й танковой дивизии.
Участник Великой Отечественной войны: заместитель командира 42-й танковой бригады, заместитель командующего 6-й, 28-й армий по боевому применению танков, заместитель начальника АБТУ 4-й танковой армии, начальник автомобильного отдела 65-й армии, начальник 2-го отдела, заместитель начальника автомобильного управления 1-го Белорусского фронта
В 1945—1957 — заместитель начальника автомобильного управления, командир 56-го отдельного автомобильного полка, начальник автомобильного управления ГСОВГ, начальник автомобильного управления, начальник автотракторной службы Киевского военного округа.
Умер в 1966 году в Киеве.

## Награды
- Орден Ленина (05.11.1954)
- Орден Красного Знамени (02.01.1937, 21.06.1937, 15.11.1950)
- Орден Отечественной войны I степени (28.06.1943, 02.09.1944, 05.05.1945)
- Орден Красной Звезды (16.08.1936, 03.11.1944)
- Орден Virtuti Militari V класса